# Mount Mather (Antarktika)
Der Mount Mather ist ein 2860 m hoher Berg im ostantarktischen Mac-Robertson-Land. Er ragt 5,5 km westlich des Mount Menzies in den Prince Charles Mountains auf.
Entdeckt wurde der Berg im Jahr 1956 von Flugoffizier John Seaton von der Royal Australian Air Force im Rahmen eines Fluges der Australian National Antarctic Research Expeditions (ANARE). Eine seismologische Mannschaft kartierte den Berg bei der von 1957 bis 1958 dauernden ANARE. Namensgeber ist der australische Seismologe Keith Benson Mather (1922–2003), Leiter dieser Mannschaft.